# Productschap Vis
Het Productschap Vis was een Nederlands productschap dat zich richt op vis. Het Productschap Vis had als wettelijke taak het behartigen van het belang van de gehele branche en het belang van de Nederlandse samenleving.
Onder de activiteiten van deze organisatie vielen onder andere:
- het meepraten over regelgeving in Den Haag en in Brussel
- het doen of uitbesteden van onderzoek
- reclame en voorlichting over vis

Met ingang van 1 januari 2014 gingen de EU-regelingen die Productschap Vis verzorgde, over naar de Rijksdienst voor Ondernemend Nederland. De overige activiteiten worden afgebouwd of zijn door andere organisaties overgenomen.
Het Productschap Vis is samen met de resterende product- en bedrijfschappen die in 2014 nog actief waren op 1 januari 2015 opgeheven.